# 神峰神社
神峰神社（かみねじんじゃ）は、茨城県日立市宮田町にある神社。旧社格は郷社。当神社の大祭では大型の山車を用いた人形芝居が奉納される。この山車及び行事を日立風流物といい、山車が国の重要有形民俗文化財に、神事としての日立風流物が重要無形民俗文化財に、それぞれ指定されている。また、この行事はユネスコの無形文化遺産に登録されている。

## 祭神
- 伊邪那岐命（イザナギノミコト）
- 伊邪那美命（イザナミノミコト）

日本の神話の最初に出てくる神。商売繁盛、家内安全などの広い神徳を持ち、最初に結婚したことから結婚の神ともされる。
- 熊野櫲樟日命（クマヌノクスヒノミコト）

天照大神が素戔嗚尊 と誓約した際に生まれたことから、誓いの神とされる。

## 歴史
創建は不詳。伝承では室町時代には神峰山山頂にまつられていたとされる。
その後、1428年に宮田村字山王に、1554年に神峰山中腹の鬼ヶ洗水という場所に遷座されたが、1688年に再度山頂に遷座された。この際、郷から遠い山頂では参拝に不便として現在の拝殿がある場所に里宮が造営された。
1695年に時の水戸藩主、徳川光圀の命により、宮田、会瀬、助川の総鎮守となり、大祭礼には宮田浜の宮・助川を経て会瀬まで渡御することが定められた。1871年に郷社に列せられた。

## 境内
日立市かみね公園に隣接した里宮と神峰山山頂に奥の宮（山宮）がある。

### 里宮
社殿は権現造りで、本殿と拝殿が一体化している。1945年に戦災で焼失しており、1957年に再建された。参道は国道6号から社殿に伸びる表参道と、拝殿脇から日立市かみね公園に抜ける裏参道がある。鳥居は表参道に2つ裏参道に1つある。境内には手水舎、授与所、古札納所、風流物の山車の収蔵庫などの建物がある。また、二の鳥居の手前に獅子像があり、由緒は不明だが魔除けの御利益があると言われている。
摂社として迦具土神（かぐつちのかみ）を祭る愛宕神社と、保食神(うけもちのかみ)を祭る稲荷神社がある。また、春日神社などの末社が祭られている。

### 奥の宮
神峰山山頂に拝殿と本殿があり、現在の社殿は1916年に建てられたもの。茨城県道36号日立山方線赤沢付近に参道の一の鳥居があるが、橋の老朽化などで今は通れない。参道には計3つの鳥居がある。一の鳥居から社殿まで約2km、高低差約400mある。

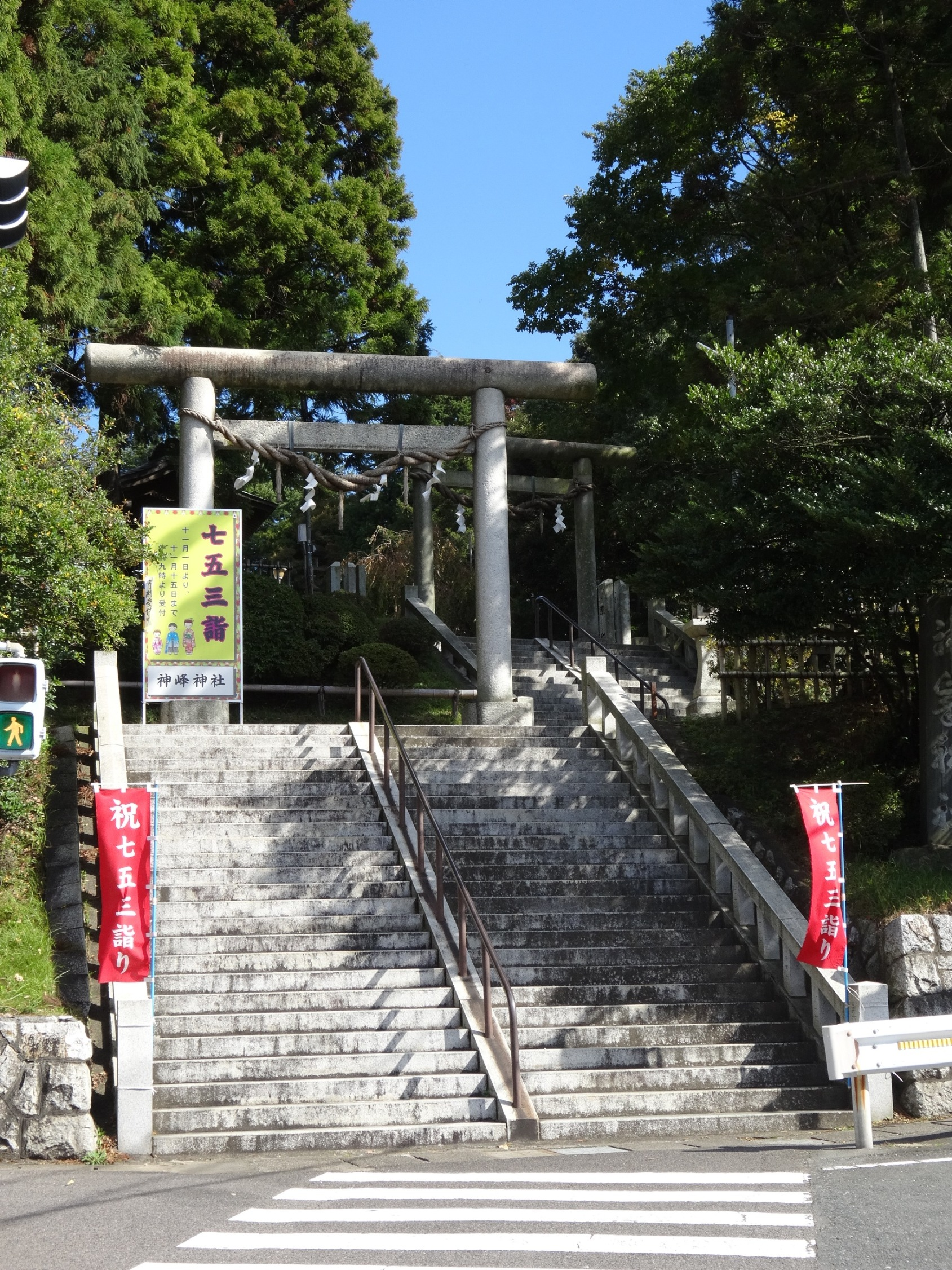
里宮表参道
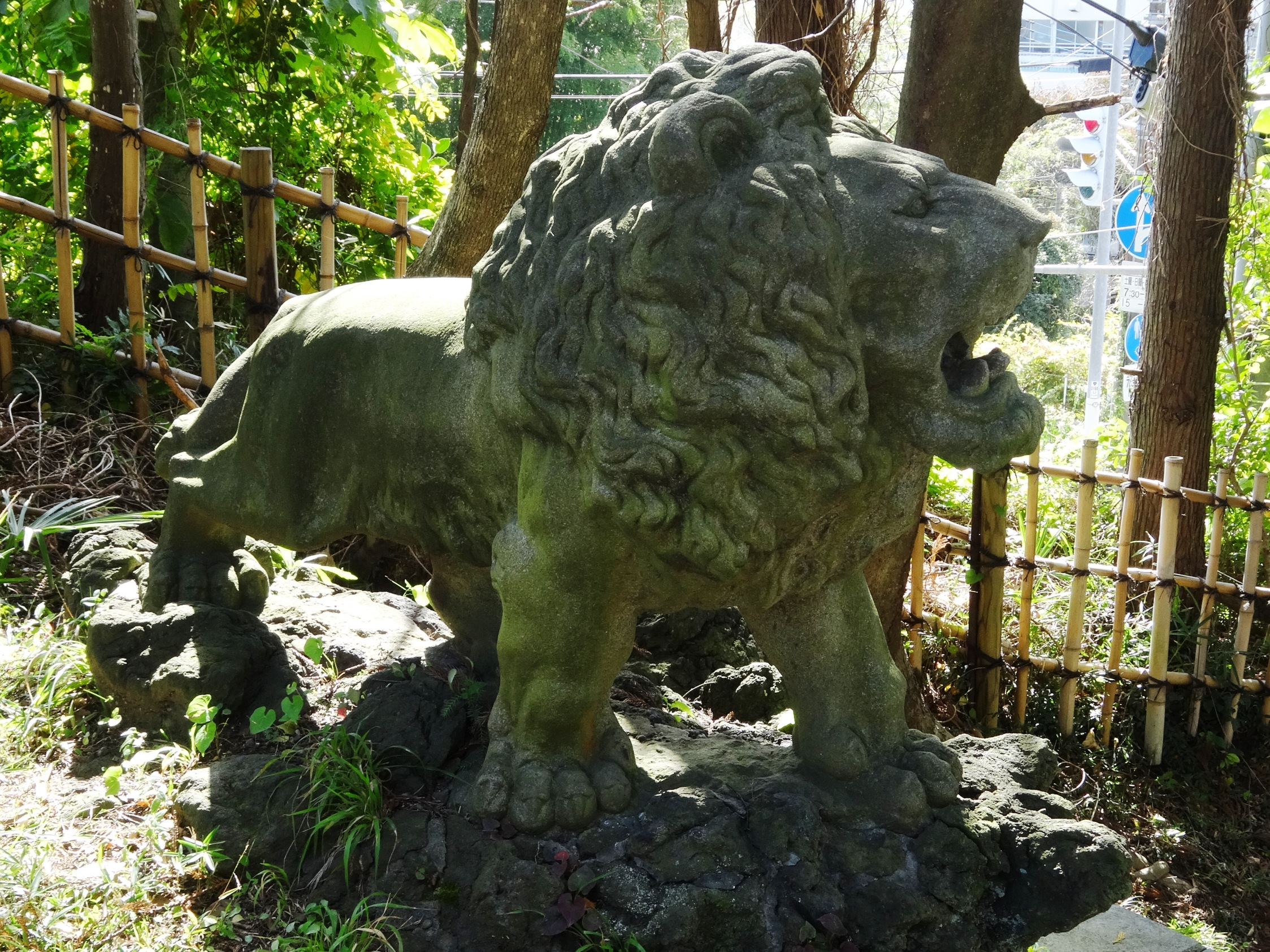
獅子像
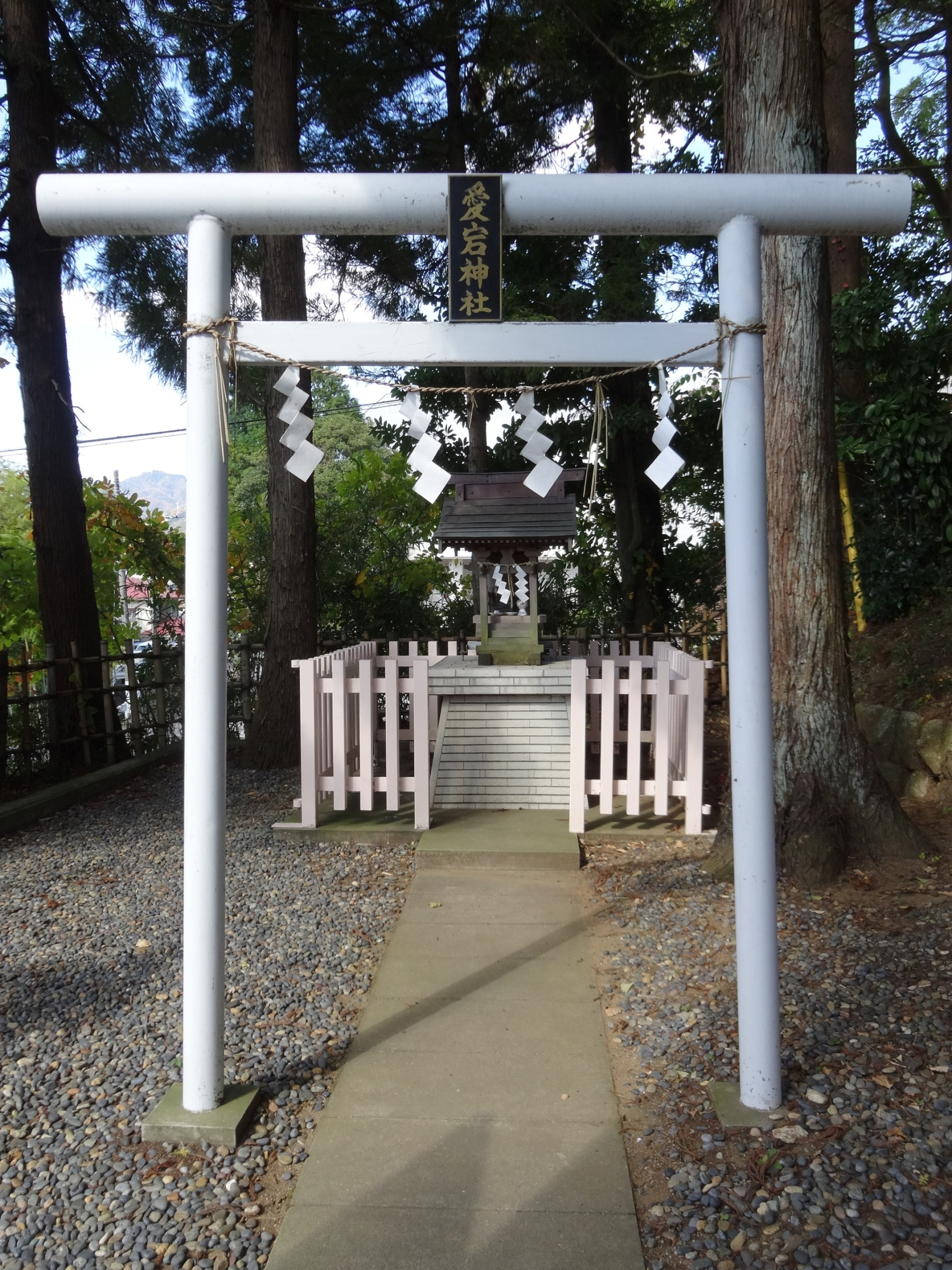
愛宕神社
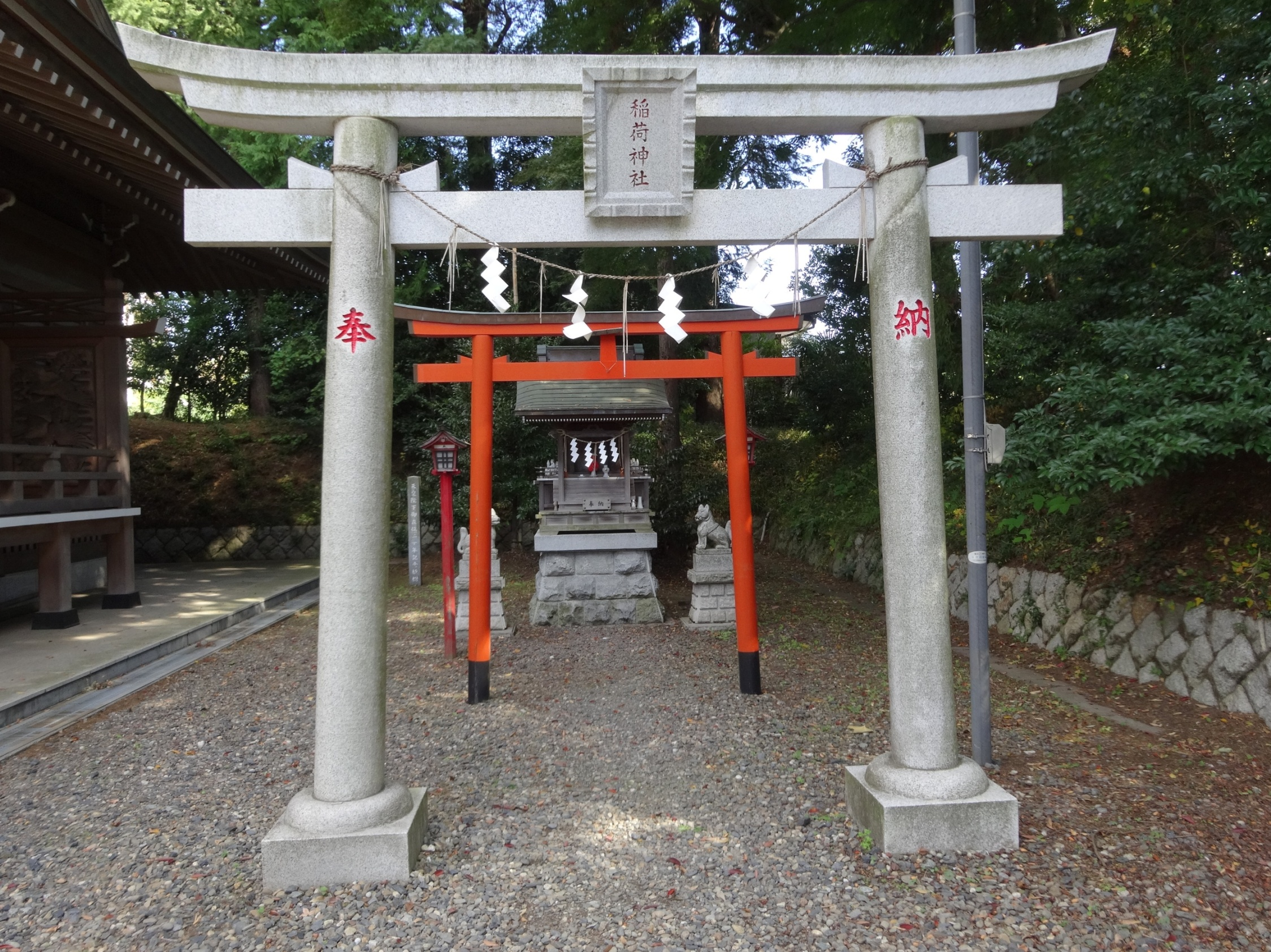
稲荷神社
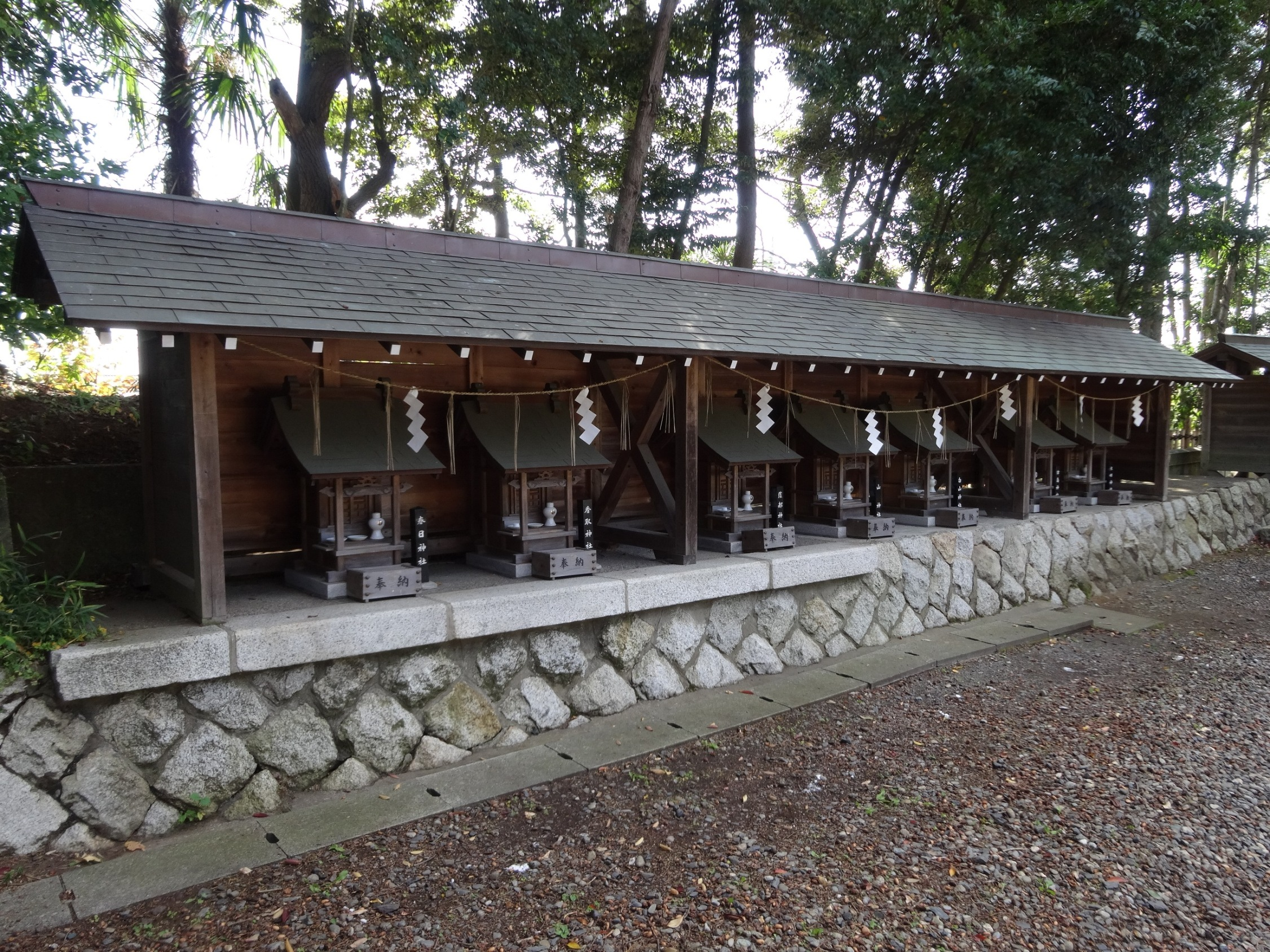
末社
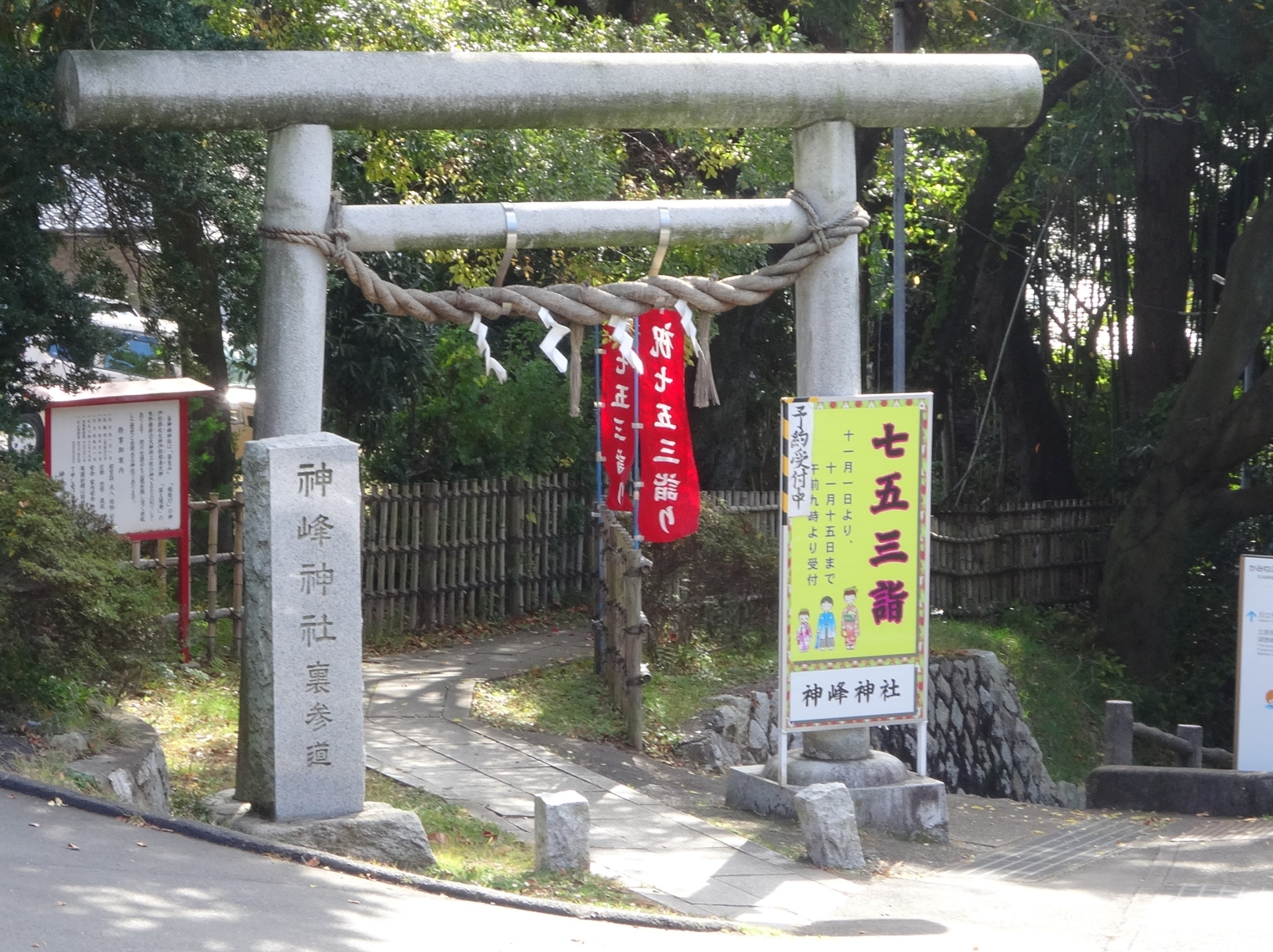
里宮裏参道
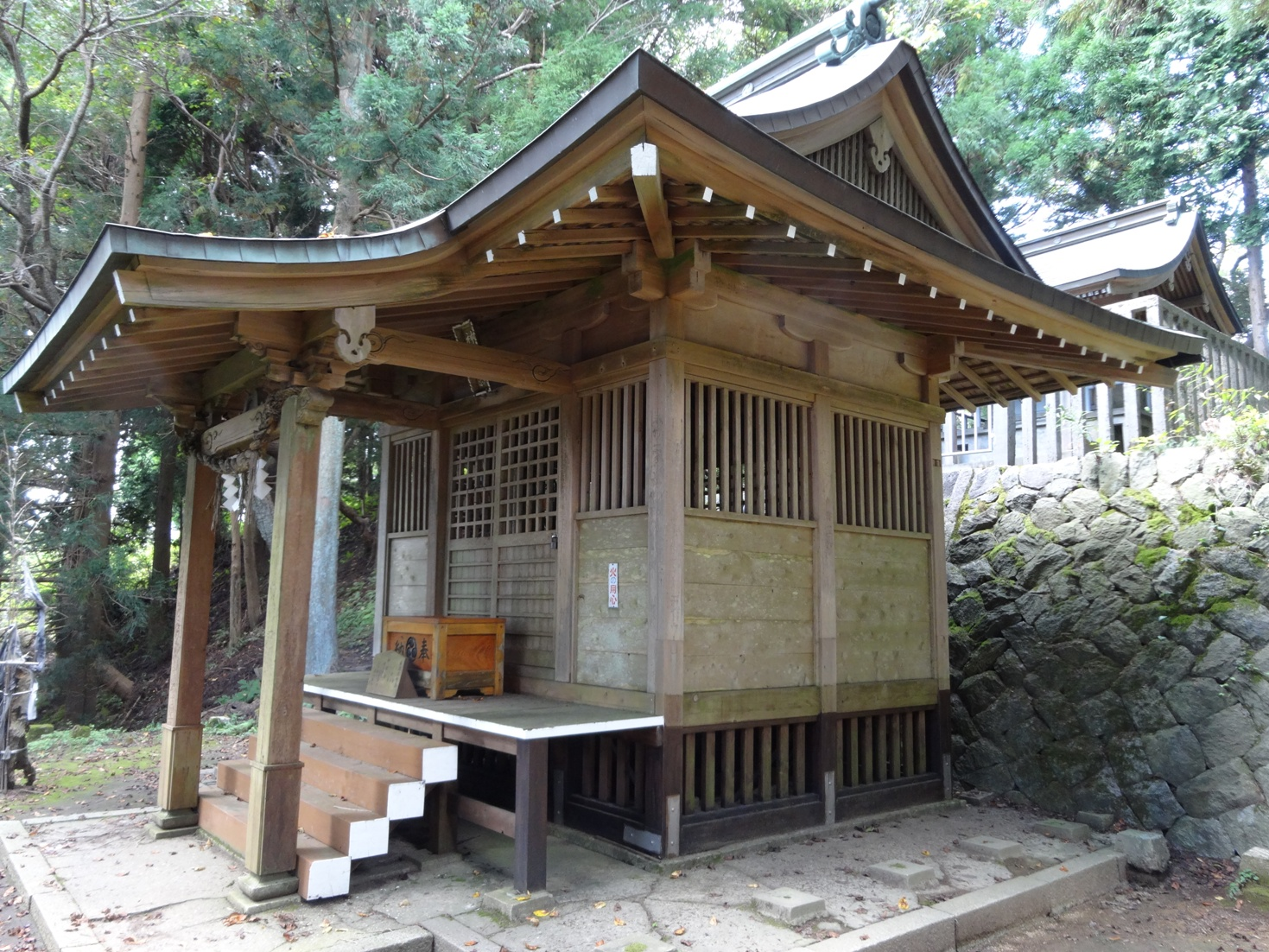
奥の宮社殿

## 祭事
- 元旦祭（1月1日）
- 追儺祭（節分の日）
- 例祭（5月10日）
- 月次祭（毎月1日、15日）
- 大祭禮（7年毎。5月3日-5日）

## 現地情報
所在地
- 里宮：茨城県日立市宮田町五丁目1-1
- 奥の宮：茨城県日立市宮田町神峰山山頂

交通アクセス
- 東日本旅客鉄道（JR東日本）常磐線 日立駅から
  - 徒歩：約25分
  - バス：日立電鉄バス、「神峰公園口」バス停下車
- 車：常磐自動車道 日立中央ICから約4km

周辺
- 日立市かみね公園
- 日立市かみね動物園